# 독통감론
《독통감론》(讀通鑑論)은 명말 청초(淸初)의 학자 왕부지(王夫之)의 저서이다. 30권
송(宋)의 사마광의 《자치통감》에 의하여 역대의 사실(史實)을 논평한 것으로, 군주의 전제에 반대하여 자유 평등을 역설하고, 정치·경제·문화의 전반에 걸쳐 탁월한 사론(史論)을 전개하고 있으며, 거기에는 명조 쇠망에 대한 침통한 개탄의 심정이 담겨 있다. 이 속편이라고도 할 수 있는 것이 《송론(宋論)》으로서, 송조 일대(宋朝一代)의 흥망을 논평한 것이다. 왕부지는 이른바 명의 유로의 대표적 인물로서, 경학과 사학의 연구에서 얻은 지식을 실사회(實社會)의 문제해결에 활용하고자 노력하였다. 황종희, 고염무 등과 함께 청초의 3대유로 일컬어지며 그들의 사론에는 공통점이 많다.